# Albert III d'Autriche
Pour les articles homonymes, voir Albert III et Albert de Habsbourg.
Albert III surnommé « à la Tresse » (en allemand : Albrecht mit dem Zopf), né le 9 septembre 1349 à Vienne et mort le 29 août 1395 à Laxenbourg, est un prince de la maison de Habsbourg, fils du duc Albert II d'Autriche et de Jeanne de Ferrette. Il est duc d'Autriche de 1365 à sa mort. Il partage le pouvoir avec son frère cadet Léopold III ; par le traité de Neuberg signé en 1379, il lui cède l'Autriche intérieure (les duchés de Styrie, de Carinthie et de Carniole avec la marche d'Istrie), ainsi que le Tyrol et les possessions souabes de l'Autriche antérieure.
Bien qu'il soit engagé dans des conflits, notamment avec la Confédération suisse, il consolide le règne des Habsbourg dans le duché d'Autriche. Albert encourage les sciences et les arts, il jette les bases de la future bibliothèque de la Cour et soutient le développement de l'université de Vienne (Alma mater Rudolphina) fondée par son frère aîné Rodolphe IV.

## Famille
Né à la Hofburg de Vienne, Albert est le troisième fils d'Albert II de Habsbourg (1298-1358), duc d'Autriche depuis 1330, et de son épouse Jeanne (1300-1351), fille du comte Ulrich III de Ferrette. Ses deux frères aînés sont Rodolphe IV (1339-1365) et Frédéric III (1347-1362) ; après la mort de leur père en 1358, Rodolphe lui succède. Marié à la princesse Catherine de Luxembourg, une fille de l'empereur Charles IV, il conclut avec son beau-père un contrat de succession par lequel les dynasties de Habsbourg et de Luxembourg ont la qualité d'héritiers entre eux.
En 1362, toutefois, Rodolphe IV se retourne contre l'empereur forgeant une alliance avec le roi Louis Ier de Hongrie. Dans ce contexte, Albert III devait se marier à la nièce du roi, Élisabeth de Slavonie. Ces projets sont abandonnés à la suite de la mort de Rodolphe en 1365 ; à la place, il se fiance avec une fille de Charles IV, la princesse Élisabeth de Bohême ayant à peine huit ans.

## Règne commun
Albert III hérite du patrimoine des Habsbourg conjointement avec son frère cadet Léopold III (1351-1386) après la mort précoce de leur frère aîné Rodolphe IV d'Autriche le 27 juillet 1365. Le duc défunt avait établi que les pays autrichiens devraient être la propriété commune des frères survivants (Frédéric III était déjà décédé en 1362). L'empereur Charles IV a confirmé, par la transmission en fief impérial souscrite le 6 mai 1366, la reconnaissance de la succession.

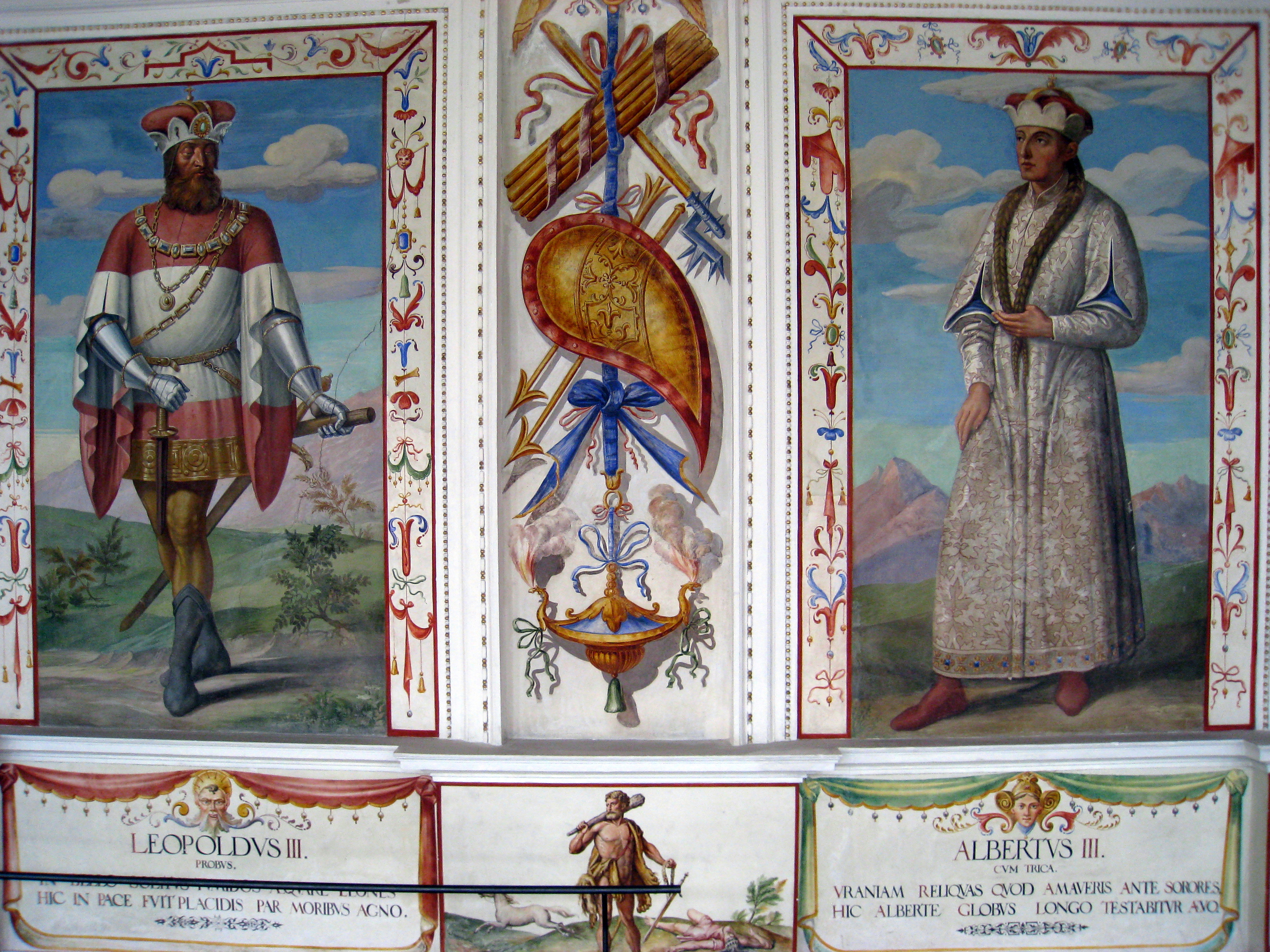
Léopold III et Albert III, château d'Ambras, Tyrol.

Albert et Léopold réussirent à améliorer les relations avec l'empereur. Avec l'appui de Charles IV, ils rejettent les attaques des Wittelsbach, ducs de Bavière, sur le comté de Tyrol en 1369. L'année précédente, la ville de Fribourg-en-Brisgau s'est placé volontairement sous la suzeraineté des Habsbourg ; ensuite, tout le Brisgau fut réuni entre les mains des ducs d'Autriche. Après que les seigneurs de Duino se soumirent et la ville portuaire de Trieste, en conflit avec la république de Venise, se met également sous leur patronage, la politique territoriale des ducs se consacre de plus en plus à garantir l'accès à la mer Adriatique. En 1374, ils ont acquis de nombreux biens des comtes de Goritz dans la marche windique et la marche d'Istrie (Mitterburg). De plus, la résidence des comtes de Montfort à Feldkirch a été vendue aux Habsbourg en 1375. 

## Partage du pouvoir
Néanmoins, les différents caractères des deux frères ont provoqué des tensions. À l'issue d'une longue procédure d'arbitrage ou de plusieurs tentatives de conciliation, les deux frères se partagent leurs possessions au traité de Neuberg signé le 9 septembre 1379 : Léopold est désormais maître de l'Autriche intérieure (les duchés de Styrie, de Carinthie et de Carniole avec la marche windique et la marche d'Istrie) et de l'ensemble des propriétés de la famille au Tyrol et dans l'ancien duché de Souabe (l'Autriche antérieure), tandis qu'Albert conservera le duché d'Autriche avec les centre de pouvoir à Vienne. Après la mort de Léopold III à la bataille de Sempach en 1386, son fils Guillaume prend sa succession. La division entre les branches albertine et léopoldine de la famille durera jusqu'en 1490, lorsque l'empereur Frédéric III réunit tous les pays habsbourgeois sous son règne. 
Seul souverain d'Autriche, Albert prend le parti du pape Urbain VI après que le Grand Schisme d'Occident éclate en 1378, en soutenant la politique de Venceslas de Luxembourg, roi des Romains. Dans son duché, il réussit à imposer les dispositions du Privilegium Maius )une contrefaçon faite par son frère Rodolphe IV) étendant son territoire jusqu'au Hausruck, la frontière avec le duché de Bavière à l'ouest. Le succès de la politique des Habsbourg, toutefois, est mis à l'épreuve par les échecs répétés dans le conflit avec la Confédération suisse, notamment aux batailles de Sempach (1386) et de Näfels (1388). Plusieurs accords d'armistices ont été signés ; en 1392, son neveu, Léopold IV de Habsbourg, reprend l'administration du Tyrol et de l'Autriche antérieure. En 1394, Albert conclut un contrat de succession avec les comtes de Goritz. 
Dans les années 1390, lorsque les confrontations concernant le règne du roi Venceslas se sont intensifiées, il fait des plans d'entraide avec le margrave Jobst de Moravie, le roi Sigismond de Hongrie et la margrave Guillaume de Misnie. Peu tard, le comte Eberhard III de Wurtemberg et de nombreuses villes d'Empire en Souabe se sont associés contre le roi des Romains. Lors de la préparation d'une action armée, le duc mourut subitement en août 1395 au château de Laxenbourg.

## Mariage et descendance
Albert III épouse en premières noces, après le 19 mars 1366, Élisabeth de Bohême (1358-1373), fille de l'empereur Charles IV, issue de la maison de Luxembourg. Elle meurt à l'âge de quinze ans, sans avoir donné de descendance à Albert. 

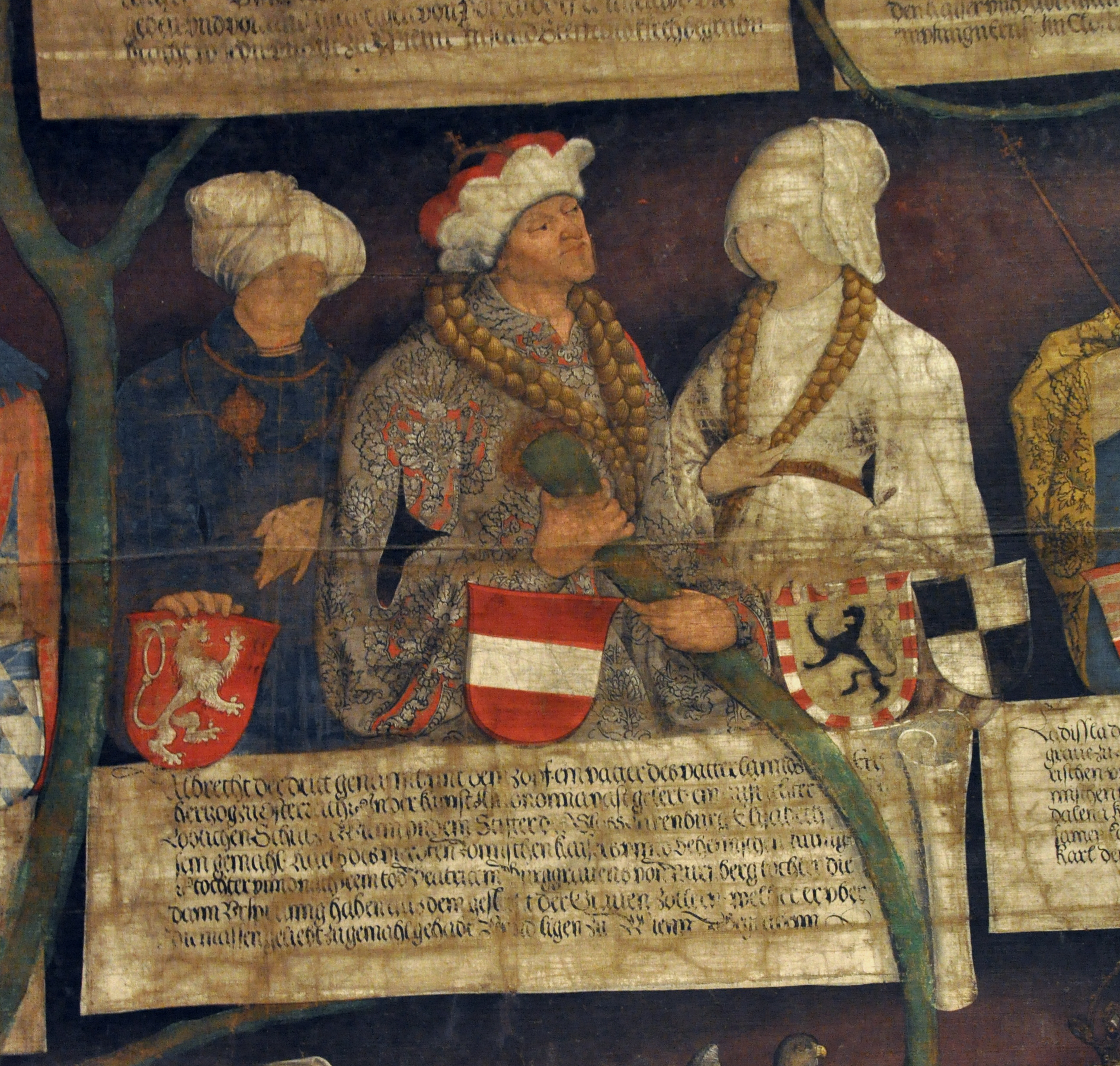
Albert III et ses deux épouses (1497), Neue Burg, Vienne.

En 1375, il se remarie avec Béatrice (1362-1414), fille du burgrave Frédéric V de Nuremberg issue de la maison de Hohenzollern, qui lui donne un fils, Albert IV (1377-1404), duc d'Autriche à partir de 1395.